# Lick Observatory
Lick Observatory är ett astronomiskt observatorium som ägs och drivs av University of California. Det är beläget på Mount Hamilton öster om San Jose i Kalifornien och är känt för sitt refraktorteleskop med 91 cm diameter, som på sin tid var det största i sitt slag. 
Observatoriet byggdes 1876–1887 och finansierades genom förordnande i testamentet efter James Lick, (1796–1876) som är begravd på platsen. Astronomen Edward Emerson Barnard arbetade i slutet av 1800-talet vid detta observatorium.